# Людвіґ Якобовський
Людвіґ Якобовський (1868–1900)  — німецький письменник, редактор літературно-наукового журналу «Die Gesellschaft», який виходив у Дрездені (1885—1902).
У журналі друкувалися переклади творів і статей українських письменників, зокрема був опублікований німецький автопереклад вірша Лесі Українки «То be or not to be?». Якобовський мав намір видати німецькою мовою збірник новел І. Франка, Лесі Українки, О. Маковея, Л. Мартовича, О. Кобилянської та інших, але реалізувати ці плани не встиг. Після його смерті згадані новели в перекладі О. Кобилянської були друковані в журналі «Ruthenische Revue». Оповідання Якобовського в перекладі українською мовою друкувалися в газеті «Буковина». Леся Українка переклала російською мовою два оповідання Якобовського для журналу «Жизнь» і написала коротку характеристику письменника.
Помер у 1900 році в Берліні від менінгіту.